# ルリミノキ
ルリミノキ Lasianthus japonicus は、アカネ科の低木。青い綺麗な果実をつける。

## 特長
常緑性の低木。樹高は1.5m程度で、茎は乾くと黒色を呈する。横枝は主茎に対して大きな角度で出る。若枝には短い毛がまばらに生える。葉は対生で、葉身は長楕円形から狭長楕円形で先端は長く突き出して先端が尖り、基部はくさび形をしており、縁はなめらか。革質で表面は無毛、裏面は葉脈の上にわずかに毛がある。葉身の大きさは長さ9-15cmで、葉柄は長さ5-10mm。托葉は互いにくっついており、狭三角形で長さ1mm。
花期は5-6月で、葉腋に数個の花からなる短い集散花序をつける。花序の柄は1mm、花柄は0.8mm。萼は長さ4.5mmで、このうち子房より上の部分が2.5mm、裂片は1mm。花冠は白で、長さ1cmほど、先端には毛がまばらにあり、筒の内側には毛が密生している。先端は5つの裂片に分かれ、裂片の長さは3mm、乾くと黒くなる。おしべは花冠の中程にくっついている。蜜盤は高さ0.8mm。花柱は長さ6.5mmで先端は5つに裂ける。果実は球形で径8mmに達し、るり色に熟す。
本州中部以南の森林内で見ることの出来る『最も美しい果実のひとつ』との評もある。

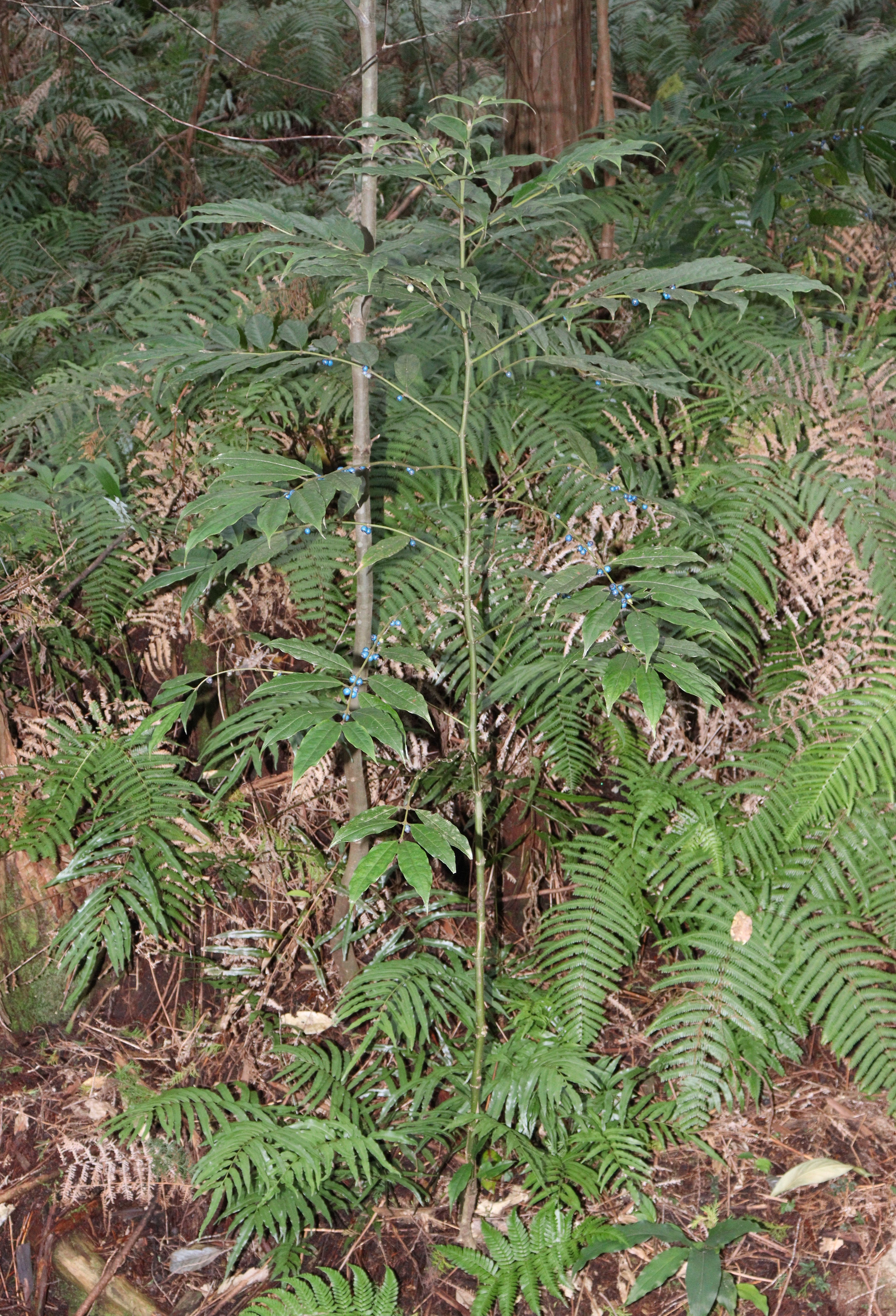
全体の様子
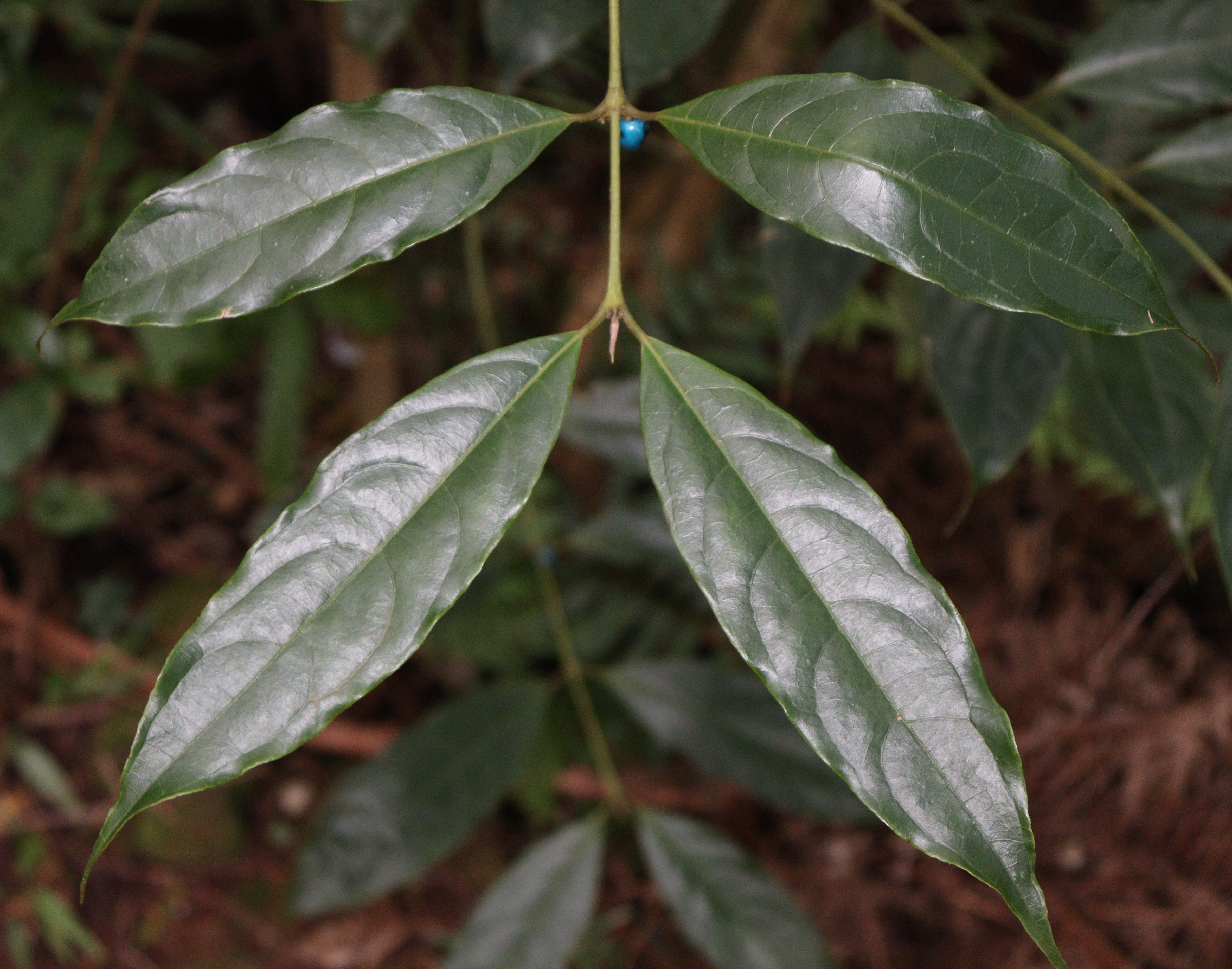
葉の表側
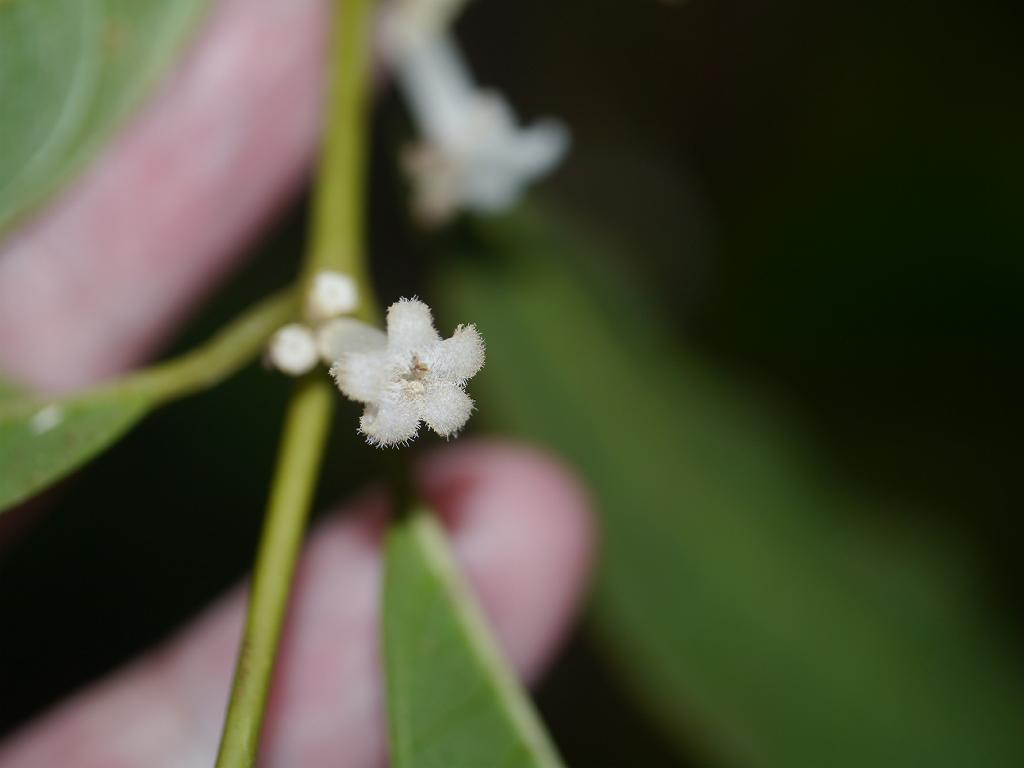
花

## 分布と生育環境
日本では本州の東海地方、紀伊半島、中国地方と四国、九州、それに琉球列島の沖縄本島に知られ、国外では台湾、朝鮮の済州島、中国南部、ラオス、ベトナム北部、インド東北部まで分布する。

## 類似種
ルリミノキ属はアジアの亜熱帯から熱帯域を中心に約180種が知られ、日本には7種がある。本種以外はいずれも南西諸島に見られるものでその北限はせいぜい屋久島までであり、それ以北に分布するのは本種だけである。他種との区別としては、本種では葉が10cm前後、茎や葉に毛がほぼなく、葉の基部はくさび形、花冠は10mmほどといったところである。
なお、長く茎に毛が残るものをサツマルリミノキ f. satsumensis といい、基準種と分布を同じくする。

## 保護の状況
環境相のレッドデータブックには取り上げられていないが、府県別では愛知県、および近畿地方以西の計7つの府県で何らかの指定がある。
森林に生えるものであるので、その開発などで減少が危惧され、また園芸用の採取も問題にされるが、近年ではシカの食害の被害も大きいという。